# (35002) 1978 VY8
(35002) 1978 VY8 es un asteroide perteneciente al cinturón de asteroides, descubierto el 7 de noviembre de 1978 por Eleanor F. Helin y el también astrónomo Schelte John Bus desde el Observatorio del Monte Palomar, Estados Unidos.

## Designación y nombre
Designado provisionalmente como 1978 VY8.

## Características orbitales
1978 VY8 está situado a una distancia media del Sol de 3,060 ua, pudiendo alejarse hasta 3,181 ua y acercarse hasta 2,939 ua. Su excentricidad es 0,039 y la inclinación orbital 10,21 grados. Emplea 1955,30 días en completar una órbita alrededor del Sol.

## Características físicas
La magnitud absoluta de 1978 VY8 es 12,9.